# المشرفة (الرقة)
المشرفة قرية سورية تتبع ناحية مركز الرقة في منطقة مركز الرقة في محافظة الرقة. بلغ عدد سكانها 230 نسمة في عام 2004 حسب إحصاء المكتب المركزي للإحصاء.